# Osmanska Bulgarien
Osmanska Bulgarien var en historisk provins inom det Osmanska riket mellan 1396 och 1878. 
Den bildades sedan det Osmanska riket hade erövrat Andra bulgariska riket. 
Det efterträddes av Furstendömet Bulgarien (1878–1908).